# Tando Velaphi
Tando Velaphi est un footballeur australien né le 17 avril 1987 à Perth. Il évolue au poste de gardien de but.

## Biographie

### Formation
Velaphi a suivi un cursus scolaire dans le football à la "Australian Institute of Sport" (AIS) à Canberra.

### Parcours professionnel
Il commença sa carrière professionnelle à Perth SC, avant d'être prêté aux Queensland Roar et de jouer son premier match en A-League. Il signa par la suite au Perth Glory, club dans lequel il a joué la plupart des matchs de sa carrière à ce jour.
Le 8 février 2011, Melbourne Victory annonce avoir signé Velaphi pour un contrat d'une durée de deux ans .  Durant la Ligue des champions de l'AFC 2011, il joua 4 des 6 matchs pour son club. Melbourne Victory le laissa libre à la fin de son contrat, en 2013. En trois ans au club, il n'aura joué que 3 des 56 matchs de championnats possibles.
Par la suite, il signa un contrat de un an pour le club rival, Melbourne Hearts (maintenant connu sous le nom de Melbourne City), puis, après discussion avec le club, il obtiendra une année supplémentaire à son contrat, le liant donc au club jusqu'en 2015.